# Simpson Safari
«Simpson Safari» (рус. Сафари Симпсонов) — семнадцатый эпизод двенадцатого сезона мультсериала «Симпсоны». Впервые вышел в эфир 1 апреля 2001 года.

## Сюжет
Гомер вместе с детьми идёт за покупками в ближайший торговый центр. Накупив множество всякой еды, Гомер всё время заставляет упаковщика складывать товары в разном порядке. Также поступают и остальные посетители магазина. Наконец упаковщики не выдерживают и устраивают забастовку против такого к себе отношения. Вскоре у Симпсонов дома заканчивается еда. Пытаясь найти хоть какую-нибудь пищу, семья находит на чердаке пачку старых крекеров, внутри которого лежит вкладыш. Тот, кто найдёт этот вкладыш, выиграет бесплатное сафари в Африке. Несмотря на то, что фабрика крекеров уже давно не существует и хозяева нынешнего завода кухонных принадлежностей не собираются устраивать Гомеру бесплатное турне по Африке, им приходится это сделать из-за несчастного случая, который приключился с Гомером по их вине. Так что Симпсоны летят в Африку! (Это уже почувствовали африканские туземцы и в ужасе прячутся кто куда.)
Прилетев в Танзанию, Симпсоны знакомятся со своим гидом Китэнгэ, который показывает им местные достопримечательности и рассказывает разные истории о своей стране. Симпсоны посещают заповедник Масаи-Мара, кратер Нгоронгоро, ущелье Олдувай, гору Килиманджаро, а также знакомятся с местным племенем масаи. Семья полностью погружается в культуру этого племени, но во время исполнения ритуальных танцев Гомер случайно будит гиппопотама. Разъярённое животное устраивает погоню за Симпсонами, но им удаётся забраться на плот и спастись от бегемота, который, как оказалось, боится воды. Симпсонов течением унесло в неизвестность.
Вскоре семья чуть не погибает, упав с водопада Виктория. Однако тропический цветок спасает Симпсонов от смерти. Несколько дней скитаясь по неизвестной земле, семья находит шимпанзе, которое приводит их к обезьяньему заповеднику некой Джоан Бушвэл (пародия на приматолога Джейн Гудолл). Она занимается тем, что следит за поведением своих животных, делая различные исследования. Вскоре к заповеднику подъезжает грузовик. В нём, как говорит Доктор Бушвэл, находятся браконьеры. Симпсоны решают помочь доктору отбиться от обидчиков. Во время битвы Лиза замечает на одном из браконьеров надпись «Гринпис» и сильно удивляется, как браконьеры могут одновременно быть активистами Гринписа. Но вскоре выясняется, что к Доктору Бушвэл и правда приехали «зелёные» активисты. Оказалось, что та поработила обезьян и заставляла их добывать алмазы в своей скрытой шахте. Симпсоны (и в частности Лиза) разочаровываются в учёной-мошеннице и собираются выдать её, но та вдруг сходит с ума и в бешенстве начинает предлагать Симпсонам бриллианты, лишь бы те никому не рассказали о её нечистых делишках. Семья с удовольствием принимает подарки и как ни в чём ни бывало улетает домой. Уже в самолете Симпсоны выясняют, что их бывший гид Китэнгэ стал новым президентом Танзании, а предыдущий президент Мунту теперь работает их личным стюардом.
Завершается эпизод таким посвящением: «Посвящается трудолюбивым американским упаковщикам… чья дурость и жадность вдохновили нас на создание этой серии!»